# 51 Овна
51 Овна (51 Arietis, сокращ. 51 Ari) — звезда в северном зодиакальном созвездии Овна. Звезда имеет видимую звёздную величину +6,623 ± 0,005m и, согласно шкале Бортля, звезда видна невооружённым глазом на деревенско-пригородноом небе (англ. Rural/suburban transition).
Из измерений параллакса, полученных во время миссии Gaia известно, что звезда удалена примерно на 69,17 св. лет (21,21 пк) от Земли. Звезды наблюдается севернее 63° ю.ш., таким образом, звезда видна практически на всей территории обитаемой Земли, за исключением приполярных областей Антарктиды. Лучшее время наблюдения — ноябрь.
Звезда 51 Овна движется со средней скоростью относительно Солнца: радиальная гелиоцентрическая скорость для звезды 51 Овна равна 9,5 км/с, что примерно равно скорости местных звёзд Галактического диска, а также это значит, что звезда удаляется от Солнца. Звезда 51 Овна приближалась к Солнца на расстояние 63,47 св. лет 224 000 лет назад, когда 51 Овна увеличивала свою яркость на 0,18m до величины 6,44m (то есть светитла тогда, как 34 Льва светит сейчас). По небосводу звезда движется на юго-запад, проходя по небесной сфере  0,29 угловых секунд в год.
Средняя пространственная скорость для 51 Овна имеет следующие компоненты (U, V, W) =(-18.8, -22.4, -5.9), что означает U=−18,8 км/с (движется от галактического центра), V=−22,4 км/с (движется против направления галактического вращения) и W=−5,9 км/с (движется в направлении южного галактического полюса).
51 Овна (латинизированный вариант лат. 51 Arietis) является обозначением Флемстида.

## Свойства 51 Овна
51 Овна  —  судя по её спектральному классу является жёлтым карликом спектрального класса G8V. Также, этот спектр показывает, что  водород в ядре звезды является ядерным «топливом», то есть звезда находится на главной последовательности. Её масса несколько больше массы нашего Солнца и равна 1,04 {\displaystyle M_{\bigodot }}.
В настоящее время звезда излучает энергию со своей внешней атмосферы при эффективной температуре около 5666 К, что придаёт ей характерный жёлтый цвет. Звезда несколько холоднее нашего Солнца, чья температура равна 5772 К.
Радиус звезды равен 0,99 ± 0,04 {\displaystyle R_{\bigodot }}, то есть практически солнечный. Светимость звезды, несколько меньше солнечной и равна 0,92 {\displaystyle L_{\bigodot }}.
Скорость вращения 51 Овна вдвое выше солнечной и имеет значение 4,08 км/с, что даёт период вращения звезды — 12,62 дней и указывает на молодой возраст заезды.
Звёзды, имеющие планеты, имеют тенденцию иметь большую металличность по сравнению Солнцем, и 51 Овна имеет значение металличности 0,15, то есть почти 141% от солнечного значения. Причём такое большое значение металличности увеличивает вероятность появления в системе горячих юпитеров, однако никакой планетной системы у звезды пока не обнаружено. Звезда, судя по её кинематическим свойствам, является вероятным членом звёздное скопление омикрон Парусов .
Звезда довольно молодая: текущий возраст системы 51 Овна определён, как 1,4 млрд. лет. Предполагая, что эволюция жизни на углеродной основе, носит универсальный характер и полагая, что в космосе действуют те же законы, что и на Земле, можно сказать, что на планете аналогичной Земле рядом с 51 Овна эволюция находится на стадии мезопротерозоя, а более точно на стадии калимия то есть на стадии формирования континентальных плит. В это время расширяются осадочные чехлы и появляются новые континентальные плиты в результате отложения осадков на новых кратонах.
Также известно, что время жизни  на главной последовательности звезды с массой 1,04 {\displaystyle M_{\bigodot }} 8,96 млрд. лет и таким обозом, 51 Овна ещё очень не скоро (примерно через 7,56 млрд. лет) сбросит свои внешние оболочки и станет белым карликом.

## Ближайшее окружение звезды
Следующие звёздные системы находятся на расстоянии в пределах 20 световых лет от звезды 51 Овна (включены только: самая близкая звезда, самые яркие (<6,5m) и примечательные звёзды). Их спектральные классы приведены на фоне цвета этих классов (эти цвета взяты из названий спектральных типов и не соответствуют наблюдаемым цветам звёзд):
| Звезда             | Спектральный класс | Расстояние, св. лет |
| Глизе 113          | K1e V              | 5.59                |
| Хамаль             | K2IIICa-1          | 15.47               |
| HD 24496           | G5 V?              | 18.67               |
| Альфа Треугольника | F5III              | 18.67               |

Рядом со звездой, на расстоянии 20 световых лет, есть ещё порядка 25 красных, оранжевых карликов и жёлтых карликов спектрального класса G, K и M, а также 1 белый карлик которые в список не попали.

### Комментарии
1. ↑  Расстояние рассчитано по приведённому значению параллакса